# Laufen (Bawaria)
Laufen – miasto w Niemczech, w kraju związkowym Bawaria, w rejencji Górna Bawaria, w regionie Südostoberbayern, w powiecie Berchtesgadener Land. Leży około 25 km na północny wschód od Bad Reichenhall, nad rzeką Salzach, przy granicy z Austrią, przy drodze B20 i linii kolejowej Monachium – Mühldorf am Inn - Salzburg.

## Demografia
Dane o ludności z 31 grudnia 2008:
| Opis                                | Ogółem | Ogółem | Kobiety | Kobiety | Mężczyźni | Mężczyźni |
| ----------------------------------- | ------ | ------ | ------- | ------- | --------- | --------- |
| Jednostka                           | osób   | %      | osób    | %       | osób      | %         |
| Populacja                           | 6591   | 100    | 3309    | 50,2    | 3282      | 49,8      |
| Wiek przedprodukcyjny (0–17 lat)    | 1235   | 18,74  | 553     | 8,39    | 682       | 10,35     |
| Wiek produkcyjny (18–65 lat)        | 3947   | 59,88  | 1920    | 29,13   | 2027      | 30,75     |
| Wiek poprodukcyjny (powyżej 65 lat) | 1409   | 21,38  | 836     | 12,68   | 573       | 8,69      |

## Polityka
Wójtem gminy jest Hans Feil z CSU, poprzednio urząd ten obejmował Ludwig Herzog, rada gminy składa się z 20 osób.

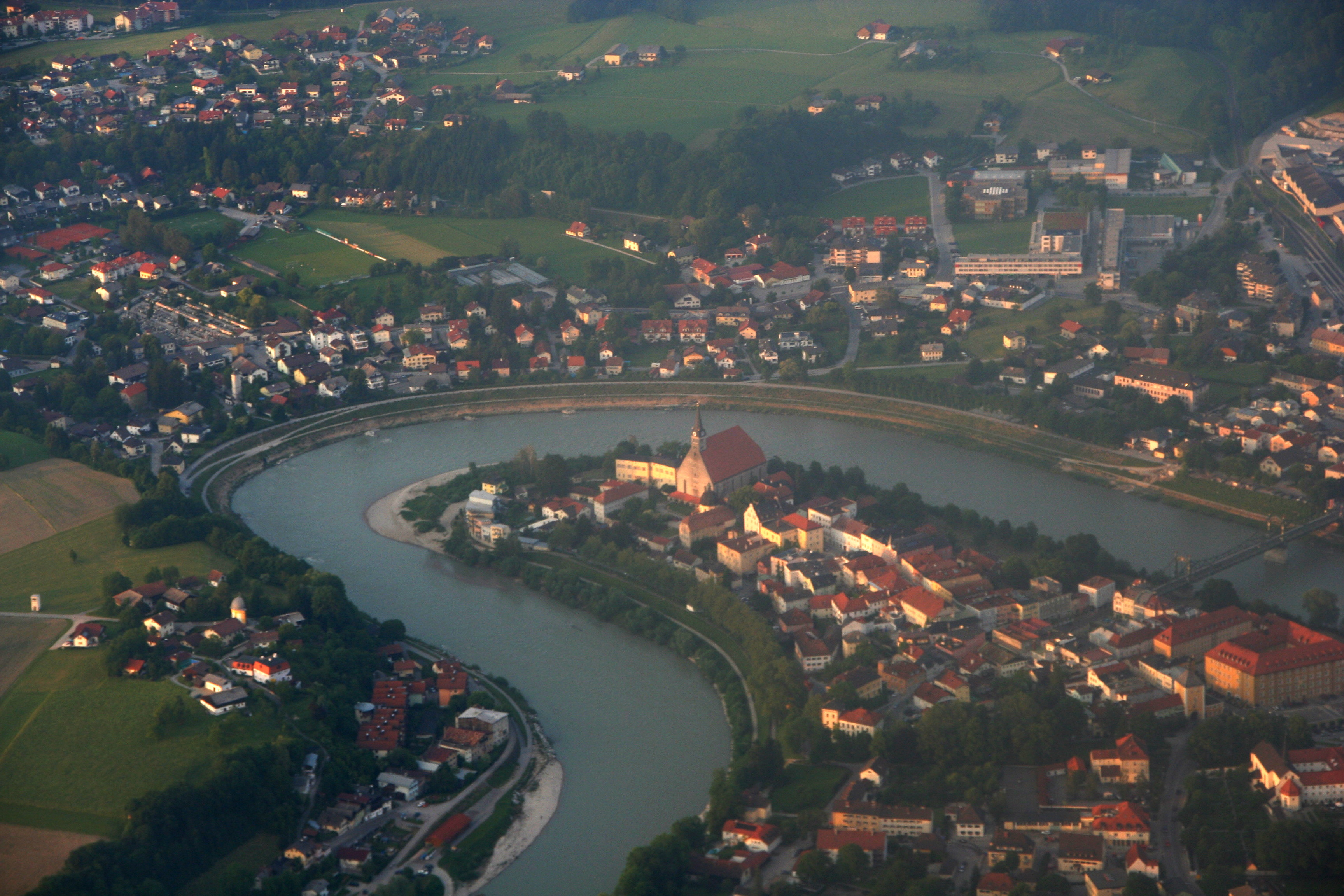
Widok z lotu ptaka

|      | CSU | SPD | FWG | Zieloni | Gemeinwohl Laufen-Leobendorf | ödp | FB | die Linke/AL | Razem |
| 2008 | 8   | 2   | -   | 3       | -                            | 2   | 4  | 1            | 20    |
| 2002 | 8   | 2   | 4   | 2       | 3                            | 1   | -  | -            | 20    |

## Współpraca
Miejscowości partnerskie:
- Brioude, Francja
- Laufen, Szwajcaria
- Leobendorf, Austria (kontakty utrzymuje dzielnica Leobendorf)